# Polder
Polder je hidrološka umjetna depresija okružena branama koja je kanalima i vodenim ispustima povezana s vodom koja ga okružuje. Razlikujemo tri vrste poldera:
- Isušene vodene površine poput jezera ili morske obale.
- Poplavne doline koje su od mora ili rijeke odvojene branama.
- Močvarno tlo koje je odvojeno od vode branom ili konstantnim ispuštanjem vode.

Kako visina isušenog tla s vremenom pada svi polderi u jednom trenutku postanu depresijom. No, voda konstantno, zbog pritiska ili padalina, prodire u polder i mora se ispumpavati ili ispuštati kroz vodene ispuste za vrijeme oseke. Polderi nastali od močvarnog tla imaju tresetasto tlo i oni propadaju mnogo brže od ostalih zbog taloženja mokrog tla tijekom suhih razdoblja.
Polderima uvijek prijeti poplavljivanje i njihove brane se moraju stalno održavati. Brane su obično izgrađene od lokalno dostupnog materijala i svaki ima svoje mane: pijesak je podložan propuštanju zbog prezasićenja vodom, dok je treset lakši od vode, te su takve brane propusne za toplog vremena. Nekim branama prijeti kolaps zbog životinjskih tunela poput onih koje prave Ondatre (vodeni zamorci), zbog čega u Nizozemskoj traje lov na njih do istrebljenja.
Najviše poldera se nalazi u Nizozemskoj, oko 3.000, zbog njihove višestoljetne borbe s poplavama i stvranjem plodnog tla isušivanjem riječnih obala i mora. Ostale države poznate po nekoliko poldera su: Belgija, Gvajana, Italija, Francuska, Kanada, Njemačka, Poljska, Sjedinjene Američke Države i Ujedinjeno Kraljevstvo. 

## Vanjske poveznice
- Krajolik poldera u Nizozemskoj kao europska znamenitost (engl.)
- Kako napraviti polder - online film  Arhivirana inačica izvorne stranice od 17. travnja 2021. (Wayback Machine)